# Ljudtekniker

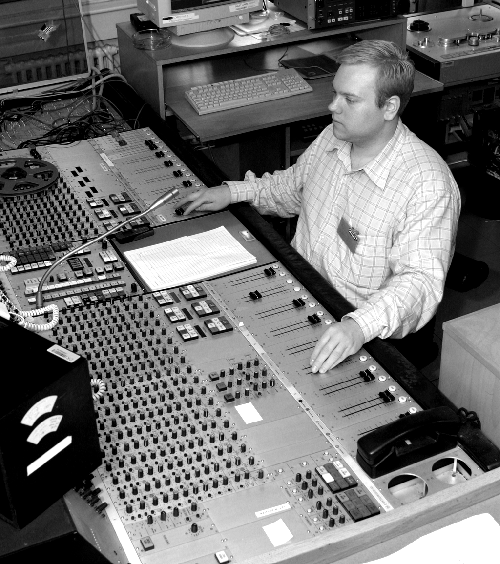
Ljudtekniker vid ett mixerbord.

En ljudtekniker är en person som ansvarar för all ljudteknik i en musikstudio, på radio, på en konsert eller något annat framförande. En ljudtekniker har även ansvar för ljudmix och mastering av musik men även andra tekniker som kan påverka soundet i musiken; framförallt vid inspelning. Ljudteknikern kan därför ha en konstnärlig roll även om namnet inte direkt tyder på det. Ibland kallas därför ljudtekniker för ljuddesigner eller musiktekniker. 
Inom filmbranschen skiljer man på ljudteknikern som tar upp ljudet på filminspelningen och dialogläggaren, ljudläggaren eller ljuddesignern som tar hand om ljudet under efterarbetet. Ljuddesignern brukar vara den som har det kreativa ansvaret för filmens ljud.
Ljudteknikern, som även kallas inspelningstekniker (beror på om det är live eller i studio) jobbar med inspelningen genom att använda effekter, ljudprocessorer och EQ för att jämna ut nivåer. En ljudtekniker ska även förstärka ljud och står för mixningen. I jobbet ingår det också att placera ut mikrofoner, signalförstärkare och ställa ingångsnivåer. Oftast jobbar man då för att producera ljud för film, radio, television, musik eller elektroniska produkter som dataspel.
Som ljudtekniker kan man också få rigga upp PA-system, soundchecka och göra en livemixning med hjälp av ett mixerbord. Detta sker oftast i sammanhang som konserter, teatrar, sportevenemang och företagsevenemang.

## Kunskapsområden
Som ljudtekniker i studio följer man fyra olika steg för en produktion, inspelning, redigering, mixning och mastering. Vissa ljudtekniker väljer att utför alla dessa steg själva .

### Liveljudstekniker
En liveljudstekniker har diverse uppgifter för att se till att allting fungerar. Liveljudsteknikern måste se till att utrustningen och kablarna fungerar som de ska. Om någon del inte fungerar så måste liveljudsteknikern antingen laga eller skicka in delen för reparation så att allting fungerar när det ska användas. Samt ska extra utrustning finnas på plats, så att delar kan bytas ut under en spelning om något går sönder.

Några fler uppgifter är att koppla in utrustningen enligt de akustiska kraven på platsen, se till att det finns personal på plats som har tillräckliga kunskaper inom säkerheten och se till att ljudkvalitén är bra. Samt sköta felsökningar vid behov. 

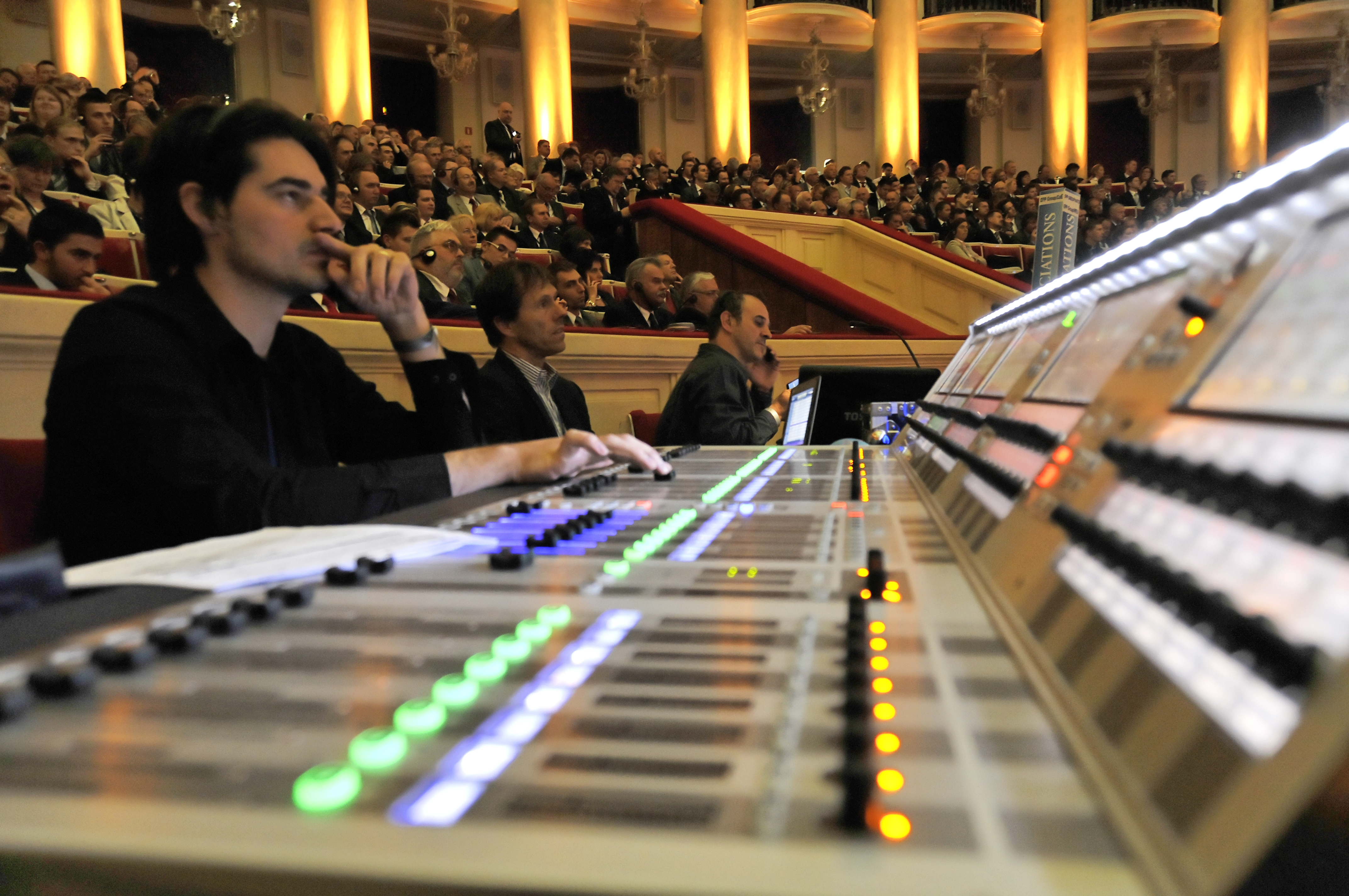
En ljudtekniker som livemixar.

### Studiotekniker
Studioteknikern är den som arbetar i  en studiomiljö med den anläggning som finns och behövs. Det är också den teknikern som har hand om inspelningen och mixningen. Nu för tiden är det även vanligt att studioteknikern agerar som musikproducent.

### Inspelningstekniker
Den som spelar in ljud. Inspelningstekniker har också ansvaret för att utrustningen fungerar som den ska, mikrofoner är placerade korrekt och att nivåerna är justerade. Man behöver dessutom ha en god kunskap inom det inspelningsprogram man använder.

### Mixningstekniker
Den som mixar ihop alla kanaler, ser till att nivåerna är jämna i jämförelse med varann. Det är också mixningsteknikern som lägger till effekter såsom efterklang, delay och processerar ljudet med hjälp av kompressor eller EQ.

### Masteringtekniker
Den som gör det slutgiltiga stereospåret och gör finjusteringarna så att mixen är redo för att bli utgiven.

## Yrket
Det finns ljudtekniker som arbetar med att forska och utveckla ny teknik och utrustning som till exempel ljudkort, mikrofoner och så vidare för att kunna underlätta processen. Det kan vara att skapa en simulation av ett rum för ljudsignals processeringen med hjälp av algoritmer för att specificera kraven för högtalaranläggningar. Detta ska sedan beräknas för att fylla de specifika kraven för högtalarsystemen.

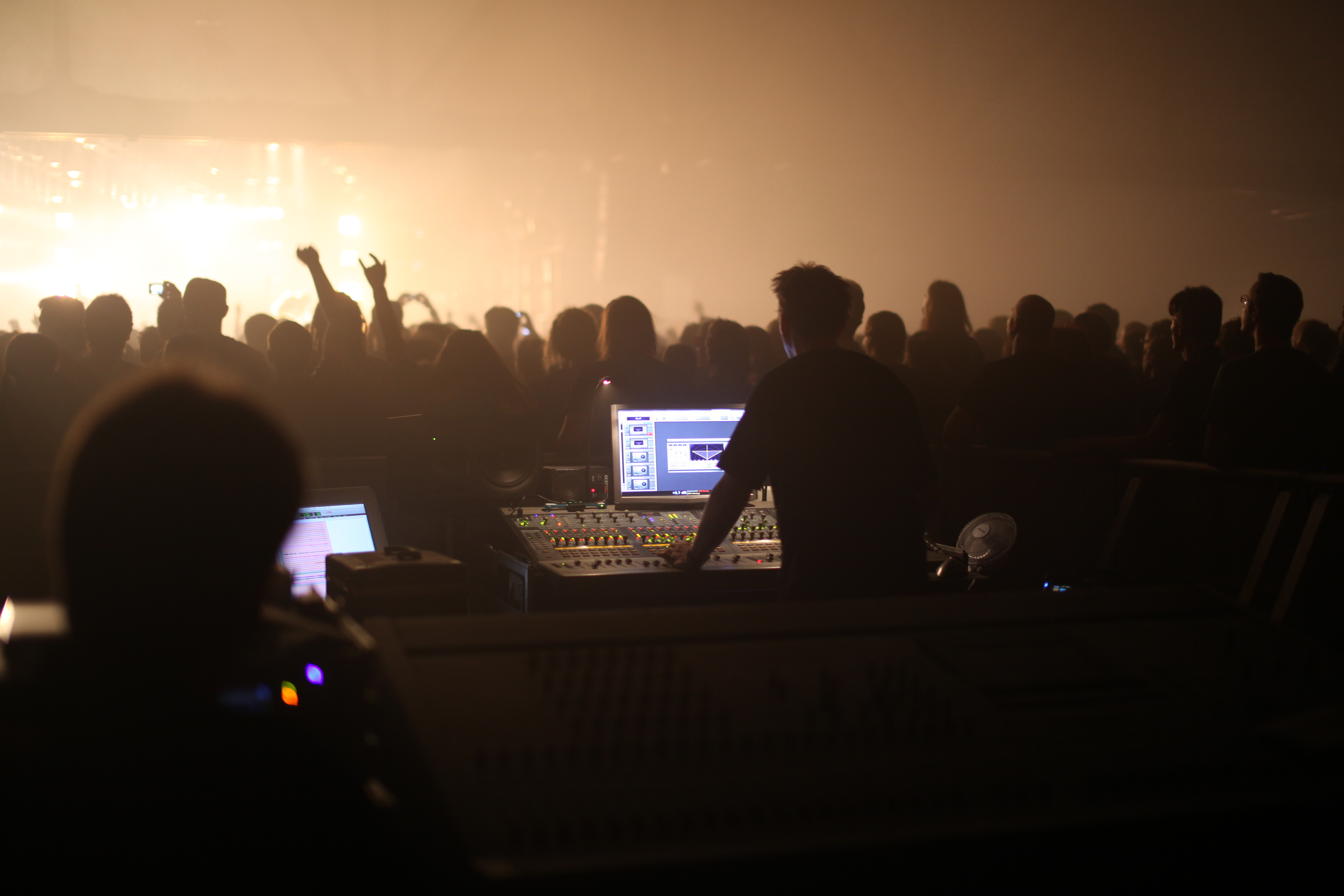
Front of house.

### Utbildning
Som ljudtekniker kan man komma från många olika bakgrunder, antingen har man lärt sig privat, genom kurser eller via universitet och högskola. De som kommer från universitet eller högskola brukar oftast delas in i två huvudkategorier, antingen har de läst med en kreativ inriktning som ljudtekniker eller musikproducent, eller så har de läst en mer teknisk eller naturvetenskaplig inriktning som ger dem en djupare förståelse.

### Akustik

#### Signalbehandling
Ljudtekniker kan utveckla algoritmer för att göra det möjligt att elektronisk manipulera ljudsignaler som till exempel efterklang och auto-tune. Dessutom kan man vidareutveckla den elektroniska tekniken för att kunna få en perceptuell kodning och sedan läsa av exempelvis en MP3-fil för översätta MP3-filens kod till ljud.

#### Byggnadsakustik
Byggnadsakustik är vetenskap och teknik för att kunna uppnå det bästa möjliga ljudet man kan i alla olika sorters byggnader.
Detta kan inkludera att skapa ett bra ljud i svåra miljöer, exempel på sådana är att skapa en bra taluppfattning i en stor arena vid bland annat sportevenemang eller skapa en bra ljudkvalité som är anpassad för musiksammanhang i en kyrka. 

#### Elektroakustik
Elektroakustik syftar på utformningen av hörlurar, mikrofoner, högtalare, ljudreproduktionssystem och inspelningstekniker. Olika exempel på elektroakustik innefattar bärbara elektroniska enheter så som mobiltelefoner och iPads, ljudsystem i byggnadsakustik, surroundljud och fordons ljudsystem.

#### Musikakustik
Musikakustik handlar om att forska och beskriva vetenskapen om musik. Det behandlar sättet vi hör och uppfattar musikaliska ljud, programmerade instrument såsom synthesizer och även vilken struktur melodin och harmonin har. Så den kombinerar alltså både konstnärliga och vetenskapliga element. 

#### Psykoakustik
Psykoakustik är den vetenskapliga studien av hur vi människor reagerar på vad vi hör. Har man rollen som ljudtekniker har man också ansvaret över att skapa ett bra ljud för alla i lokalen. Det är också ljudteknikern som blir den slutgiltiga skiljedomaren om det är bra kvalité på ljudet.